# Grigori Grigorjewitsch Gagarin

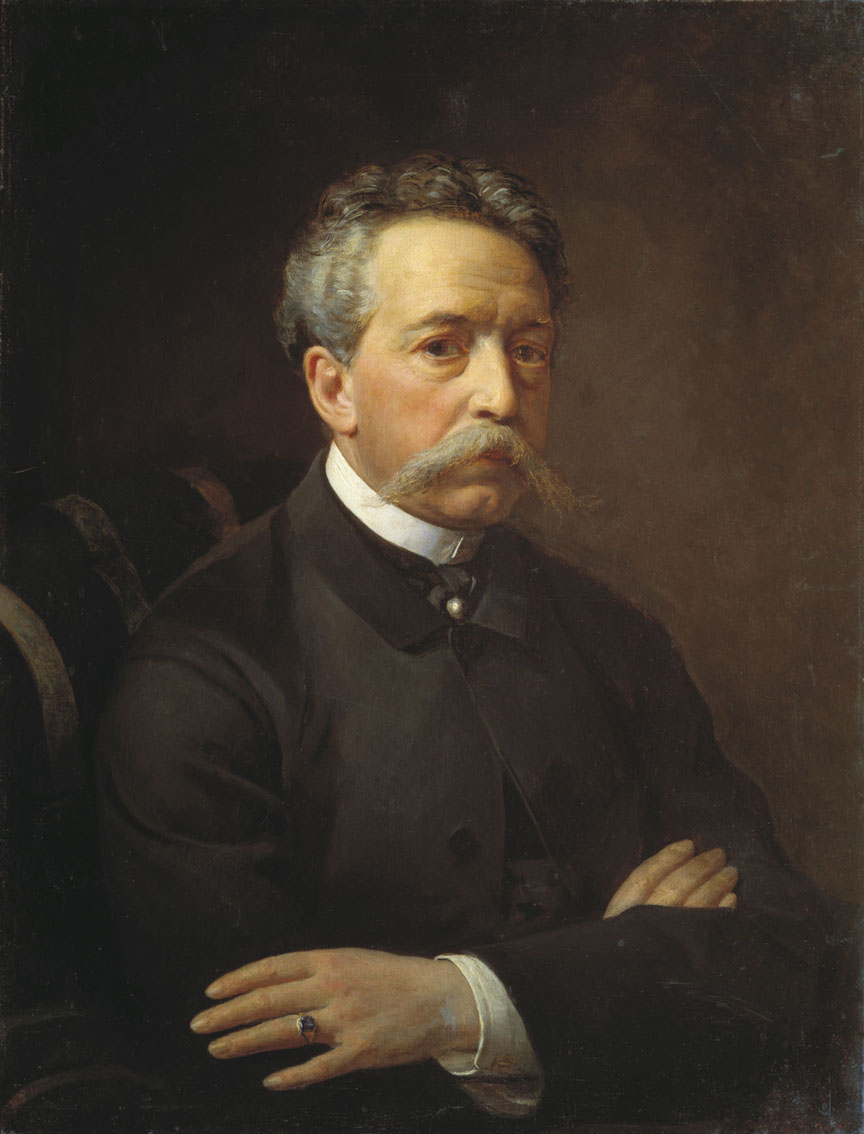
Grigori Grigorjewitsch Gagarin (W. A. Bobrow, 1867, Museum der Russischen Kunstakademie, St. Petersburg)

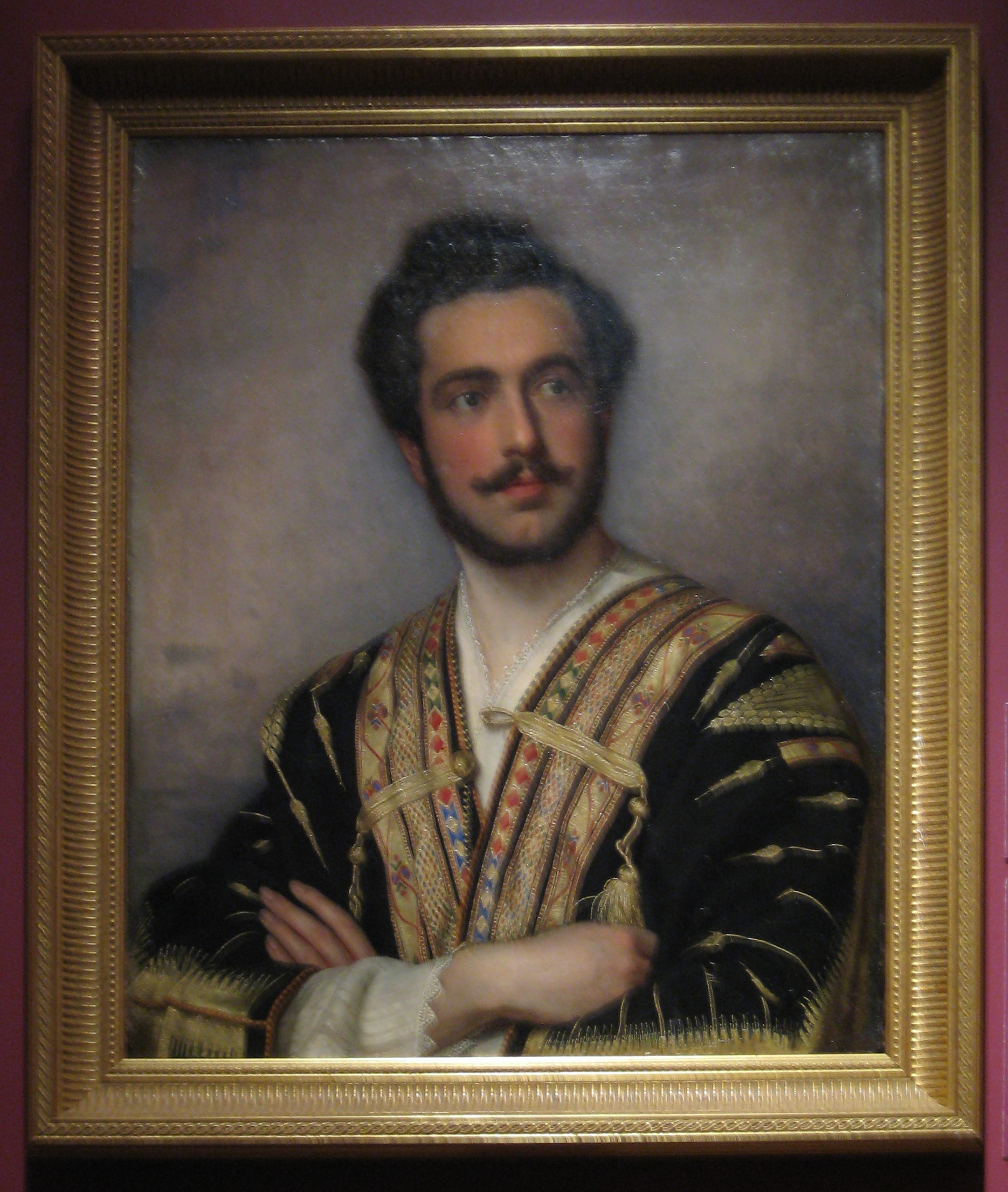
Der junge Gagarin (J. K. Stieler, 1837–1839)

Grigori Grigorjewitsch Gagarin (russisch Григорий Григорьевич Гагарин; * 15. Maijul. / 27. Mai 1810greg. in St. Petersburg; † 30. Januar 1893 in Châtellerault) war ein russischer Kunstliebhaber, Maler und Architekt.

## Leben
Gagarin stammte aus der älteren Linie der Gagarin-Familie. Seine Eltern waren der Diplomat Fürst Grigori Iwanowitsch Gagarin und seine Frau Jekaterina Petrowna geborene Soimonowa, Tochter des Staatssekretärs Katharinas II. Pjotr Soimonow. Seine Taufpaten waren der Politiker Dmitri Gurjew und die Schriftstellerin Sofja Swetschina geborene Soimonowa.
Als Gagarin 6 Jahre alt war, ließ der Vater sich als russischer Botschafter am Kirchenstaat in Rom nieder. Das Haus der Gagarins war ein kulturelles Zentrum der russischen Diaspora. Ständige Besucher waren die Stipendiaten der Kaiserlichen Akademie der Künste (IACh) Alexander und Karl Brjullow, Fjodor Bruni, Sylvester Schtschedrin, Pjotr Bassin und Samuil Friedrich Halberg, denen der Botschafter Zugang zu den privaten Gemäldesammlungen verschaffte und bei ihren Alltagsproblemen half. Der junge Gagarin begeisterte sich schon früh für die Malerei. Seine ersten Versuche datierten von 1815. Er zeichnete und aquarellierte Familienporträts und Landschaftsskizzen. Für Denis Fonwisins Komödie Le Mineur arbeitete er zusammen mit Karl Brjullow am Bühnenbild, und er fertigte Studien bei den Brjullow-Brüdern an. Von 1824 bis 1826 besuchte er das Collegio Ptolemeo in Siena. Mit seinen Eltern reiste er in Europa und auch nach Paris, wo seine Tante Sofja Swetschina lebte.
1829 kamen Gagarin und sein Bruder Jewgeni als Actuarii zum russischen Botschafter Carlo Andrea Pozzo di Borgo in Paris. Aufgrund der geringen Dienstpflichten begann Gagarin an der Universität von Paris Architektur und Bauwesen zu studieren. Auch hörte er Vorlesungen über Mathematik, Jura, Philologie und Philosophie. Er nahm Unterricht bei dem Maler Horace Vernet. 1830 holte der Vater seine beiden Söhne Grigori und Jewgeni nach Italien zurück, worauf Gagarin in Europa reiste und seine Eindrücke in seinem Skizzenbuch festhielt.
1832 kehrte Gagarin nach St. Petersburg zurück und trat seinen Dienst in der Asien-Abteilung des Kollegiums für ausländische Angelegenheiten (Außenministerium) an. Schnell wurde er als geschickter Zeichner bekannt. Zu seinen Bekannten gehörten Wassili Schukowski, Alexander Puschkin und Wladimir Odojewski. 1832 illustrierte er Puschkins Poem Ruslan und Ljudmila und 1833 das Märchen vom Zaren Saltan. Puschkin gefielen diese Illustrationen, so dass er Gagarin mit der Illustration dreier unveröffentlichter Gedichte und später einer Episode aus der Erzählung Pique Dame beauftragte. Im Winter 1833 reiste Gagarin mit seinem Vater und seinem Bruder nach Moskau, wo er detaillierte Aquarellskizen der Baudenkmäler anfertigte. 1834 wurde er Botschaftssekretär in Konstantinopel. Von 1840 bis 1842 unternahm er zusammen mit Michail Lermontow Reisen in den Kaukasus.
1841 trat Gagarin in den Militärdienst ein, wurde zum Baron Hahn abkommandiert und nahm am Tschirkei-Feldzug in Dagestan teil. 1842 nahm er an Fürst Alexander Tschernyschows Expedition in Dagestan teil und besuchte insbesondere den Aul Tidib.
1843 heiratete Gagarin Fürstin Anna Nikolajewna Dolgorukowa (1821–1845), Tochter Fürst Nikolai Dolgorukows, die einige Tage nach der Geburt der Tochter Jekaterina (1845–1920) starb. 1847 heiratete Gagarin in 2. Ehe Sofja Andrejewna geborene Daschkowa (1822–1908), Schwester des Ethnographen Wassili Daschkow, mit der er 3 Söhne und 3 Töchter bekam. Die beiden jüngsten Kinder starben im Kindesalter.
1848 wurde Gagarin zum Statthalter des Kaukasus-Fürsten Michail Woronzow in Tiflis abkommandiert, um wissenschaftliche und künstlerische Aufgaben wahrzunehmen. Er wurde Rittmeister und dann Oberst. Neben seinen Militär- und Verwaltungstätigkeiten arbeitete er viel für die Bedürfnisse der kaukasischen Städte. In Tiflis wurde nach seinem Projekt ein Theater gebaut. Er restaurierte Fresken in der Sioni-Kathedrale, im Betania-Kloster und in anderen alten georgischen Klöstern.
1855 wechselte Gagarin zur Präsidentin der IACh Großfürstin Marija Nikolajewna in St. Petersburg. 1858 wurde er zum Generalmajor befördert und dem Kaiserlichen Gefolge zugeordnet. Im Hinblick auf eine zeitgemäße akademische Bildung sah er die bestehende Studienordnung an der Akademie sehr kritisch und plante grundlegende Reformen. Die Großfürstin akzeptierte seine Vorstellungen, so dass er den Sekretär der Kaiserlichen Gesellschaft zur Förderung der Künste Fjodor Lwow mit dem Entwurf einer entsprechenden neuen Satzung beauftragte. 1859 wurde Gagarin Vizepräsident der IACh. 1860 wurde die neue Satzung von Alexander II. genehmigt. Gegen den Widerstand der bisherigen Akademiemitglieder wurde nun die Akademie reformiert. Entsprechend dem Vorbild der französischen Académie des Beaux-Arts sollte jeder Professor ein eigenes Atelier führen, in dem er seine Studenten unterrichtete. Der Besuch der Vorlesungen war obligatorisch, und die neue naturwissenschaftliche Vorlesung wurde von den Studenten sehr begrüßt. Vorlesungsniederschriften wurden gedruckt und kostenlos verteilt. Die Renovierung des Akademie-Gebäudes wurde begonnen. Die Sammlungen in dem zu jeder Zeit nutzbaren Museum wurden geordnet und katalogisiert. Für die Studenten organisierte Gagarin gebührenpflichtige Ausstellungen, um den Studenten zu Einnahmen zu verhelfen. Er war ein bedeutender Vertreter der Neobyzantinischen Architektur. 1864 wurde Gagarin als Geheimer Rat (3. Rangklasse) in den Zivildienst übernommen und blieb Vizepräsident der IACh bis 1872. 1880 wurde Gagarin zum Oberhofmeister des kaiserlichen Hofes (2. Rangklasse) ernannt.
Gagarin starb in Châtellerault und wurde auf seinem Landgut Karatscharowo am Ufer der Wolga im Rajon Konakowo begraben.
Gagarins Sohn Grigori Grigorjewitsch (1850–1918) wurde Ministerialbeamter und unterstützte den Geologen Wassili Dokutschajew. Gagarins Tochter Marija Grigorjewna (1851–1941) heiratete 1871 den späteren Generalmajor Michail Rajewski und bekam die Tochter Irina, die Georg Herzog zu Mecklenburg heiratete. Anastassija Grigorjewna (1853–1876) heiratete 1875 den Offizier Graf Pjotr Orlow-Denissow. Andrei Grigorjewitsch (1856–1920) wurde der erste Direktor des St. Petersburger Polytechnischen Instituts.

## Ehrungen
- Sankt-Stanislaus-Orden III. Klasse (1841), I. Klasse (1860)
- Russischer Orden der Heiligen Anna III. Klasse (1841), II. Klasse (1853), I. Klasse mit Schwertern (1862)
- Orden des Heiligen Wladimir IV. Klasse mit Schleife (1855), III. Klasse mit Schwertern (1856), II. Klasse mit Schwertern (1867)
- Offizierskreuz der Ehrenlegion (1858)[8]
- Kaiserlich-Königlicher Orden vom Weißen Adler (1868)
- Alexander-Newski-Orden (1874)

## Werke

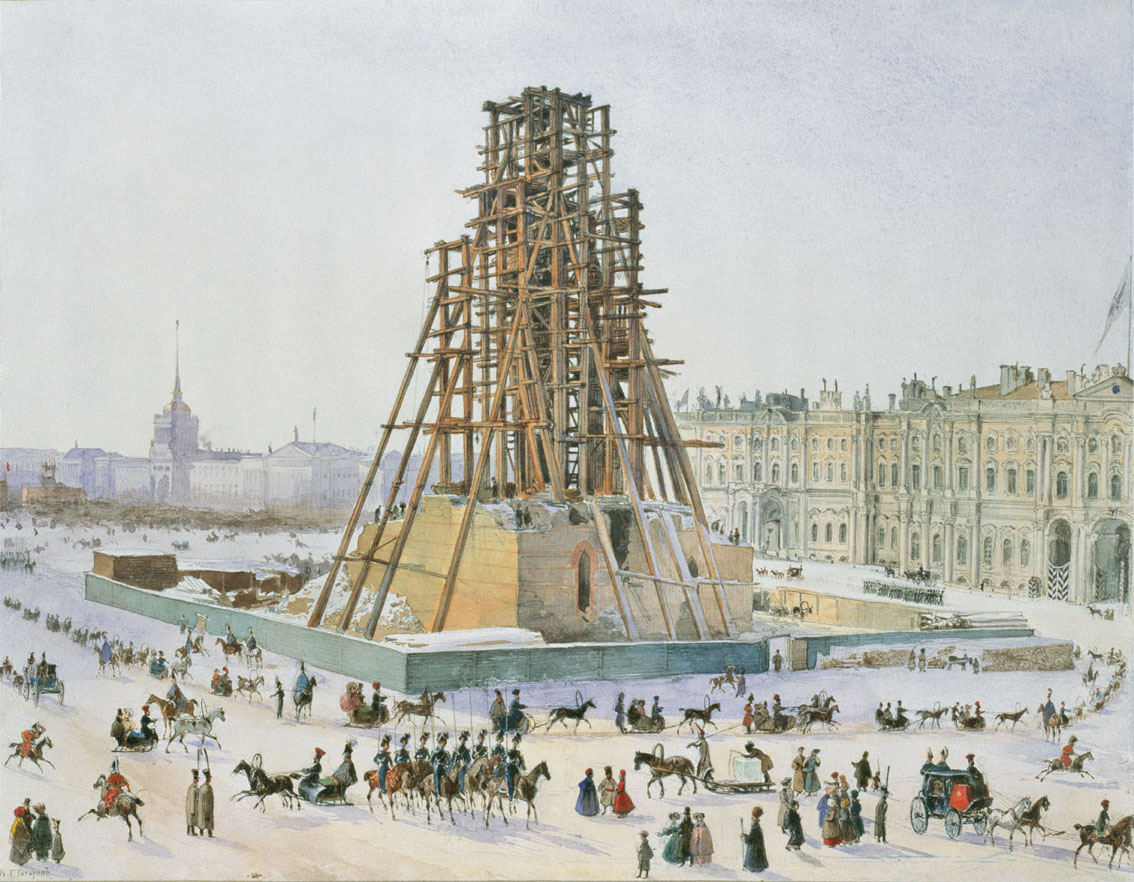
Alexandersäule eingerüstet (1832/1833, Eremitage (Sankt Petersburg))
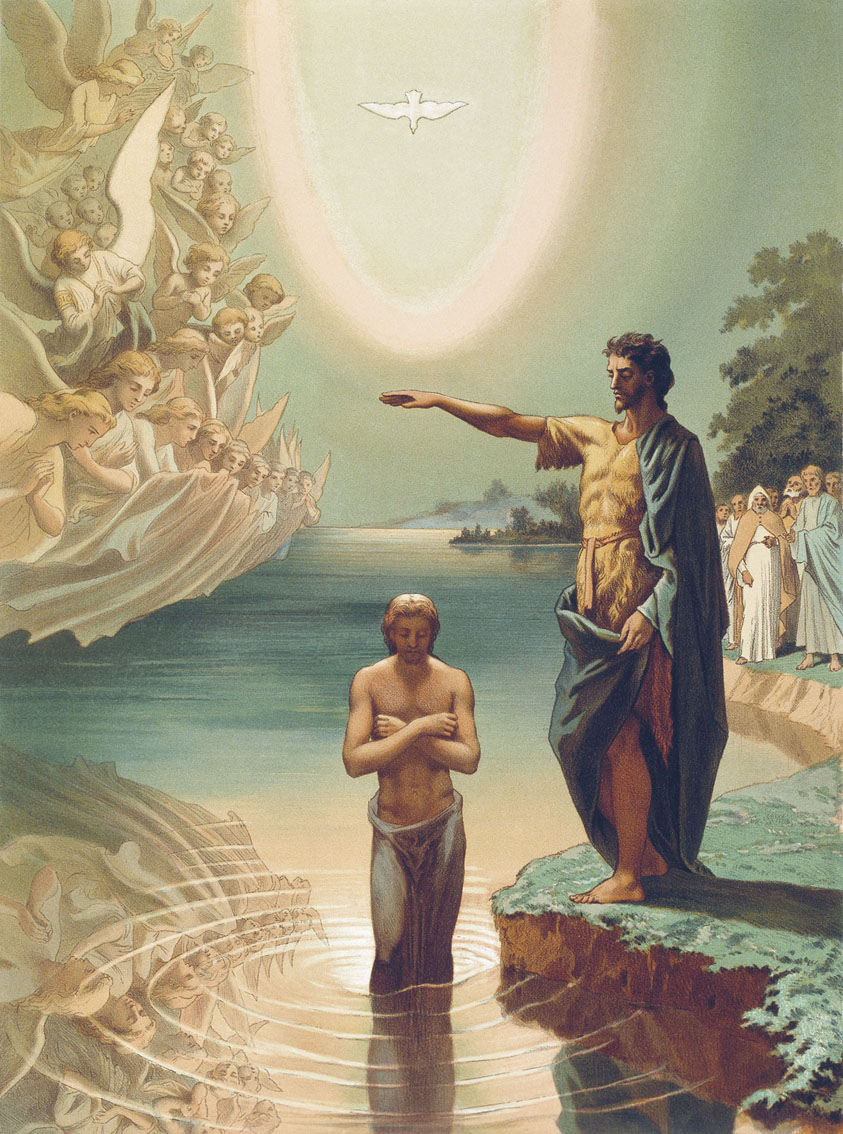
Taufe Jesu
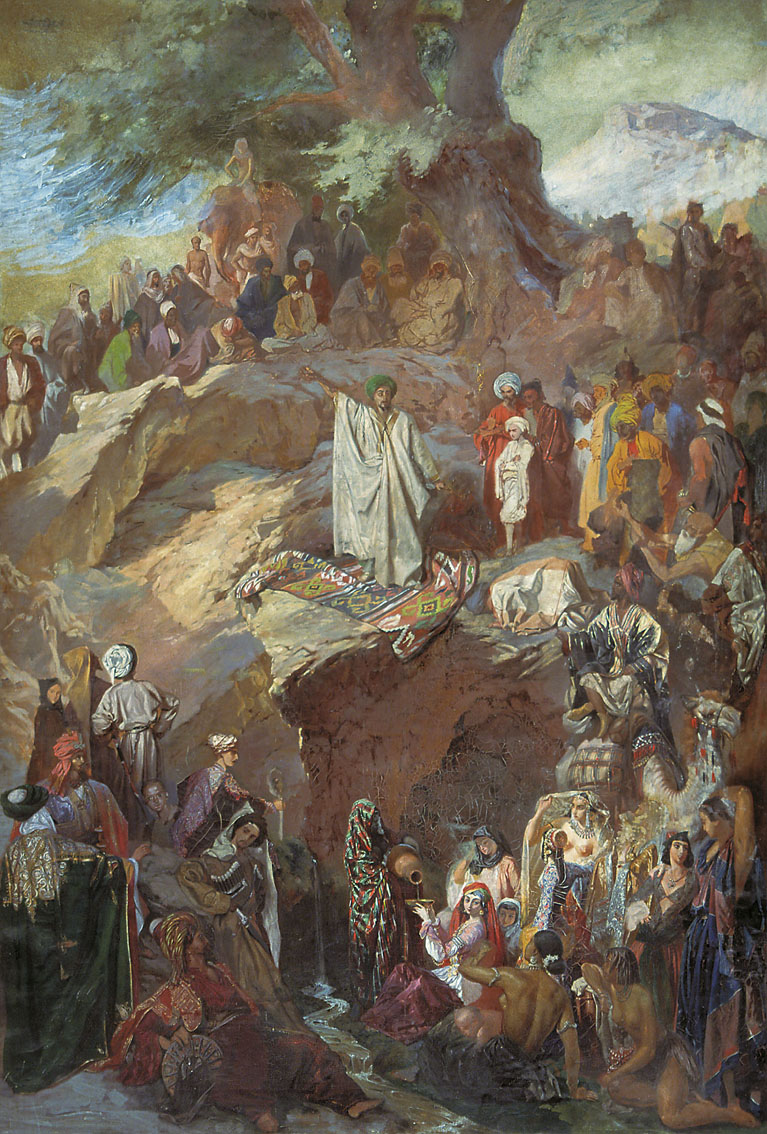
Mohammeds Predigt (Russisches Museum)
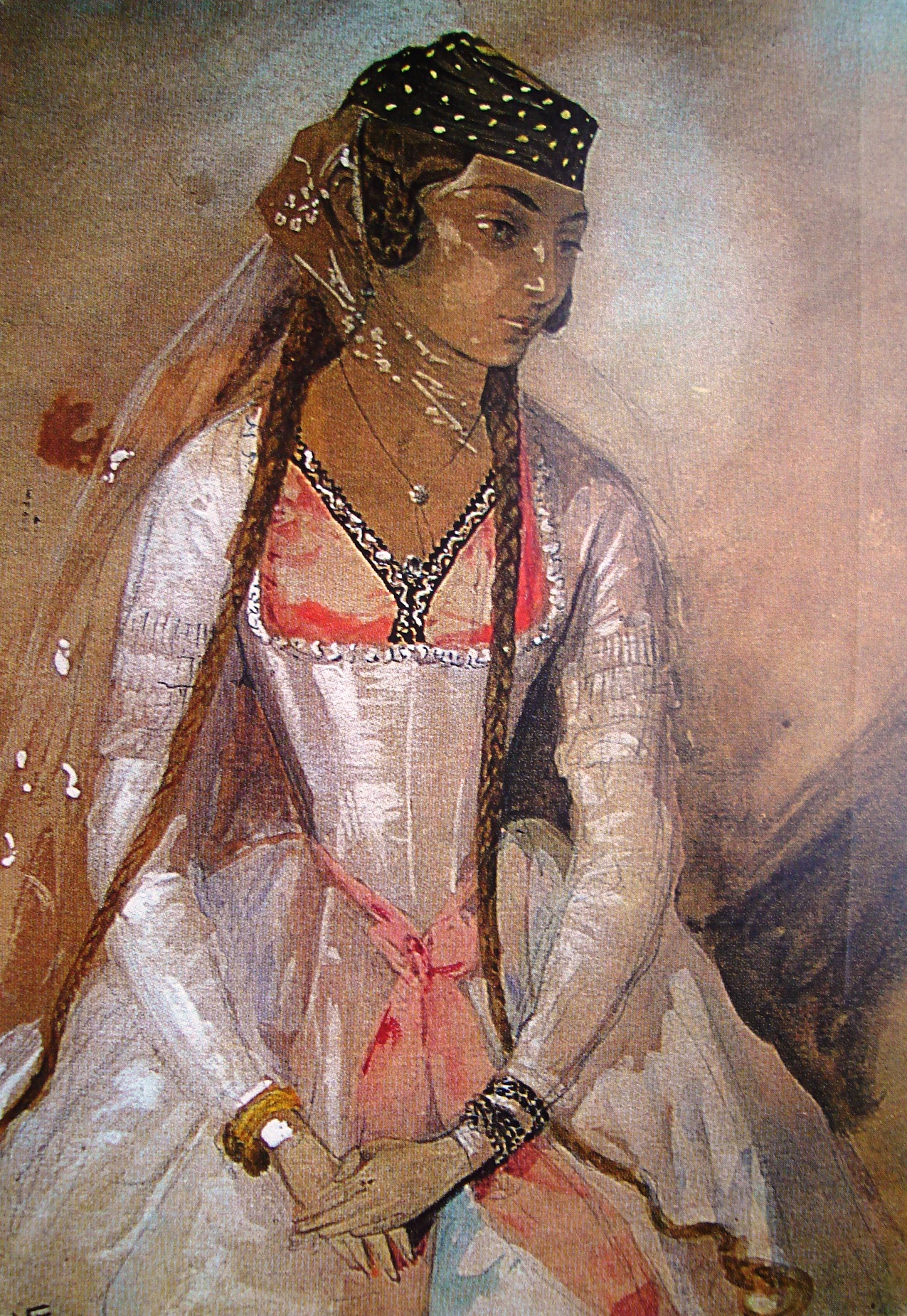
Fürstin Marta Solagaschwili (1842, Kunstmuseum Georgiens)
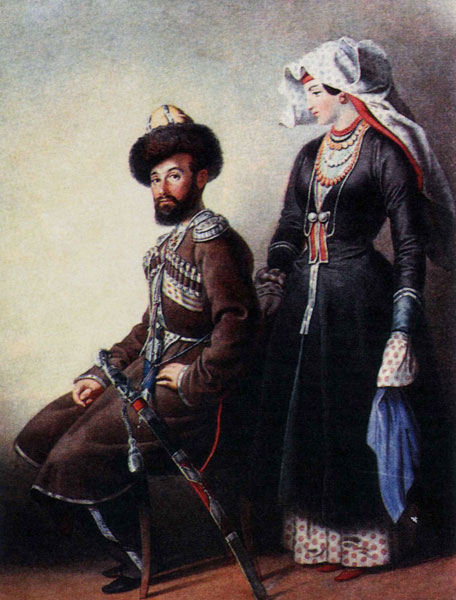
Porutschik Fedul Fedjuschkin des Greben-Kosaken-Regiments mit seiner Frau
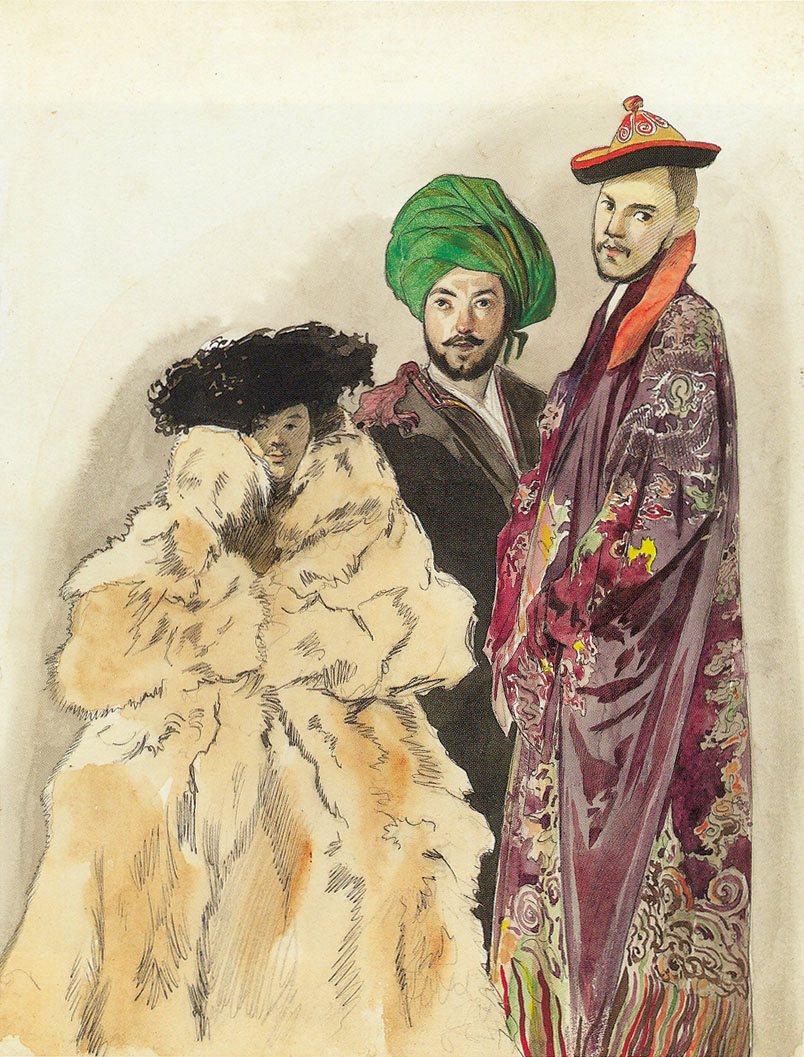
Östliche Typen aus dem Reisealbum
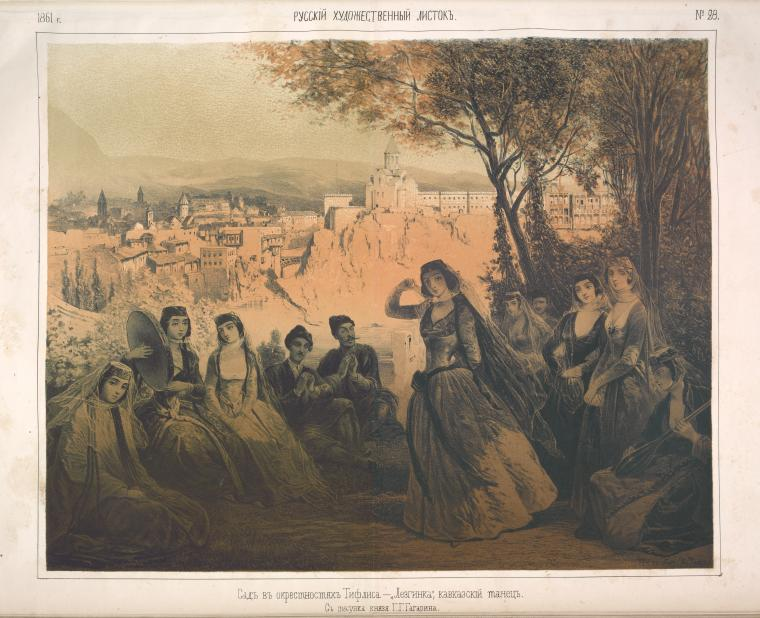
Alexander Tschawtschawadses Töchter tanzen die Lesginka
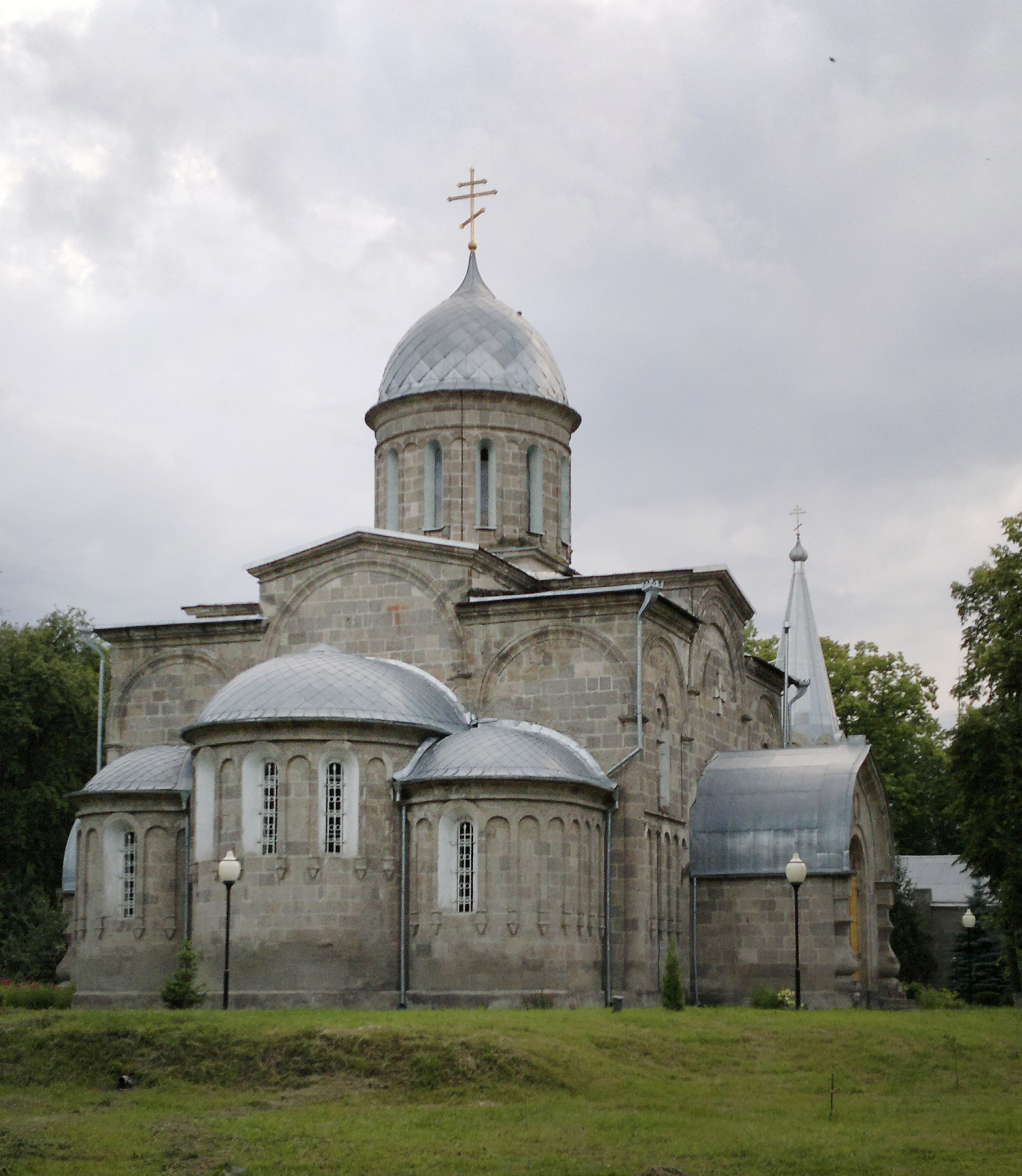
Christi-Himmelfahrt-Kathedrale Alagir (1851)
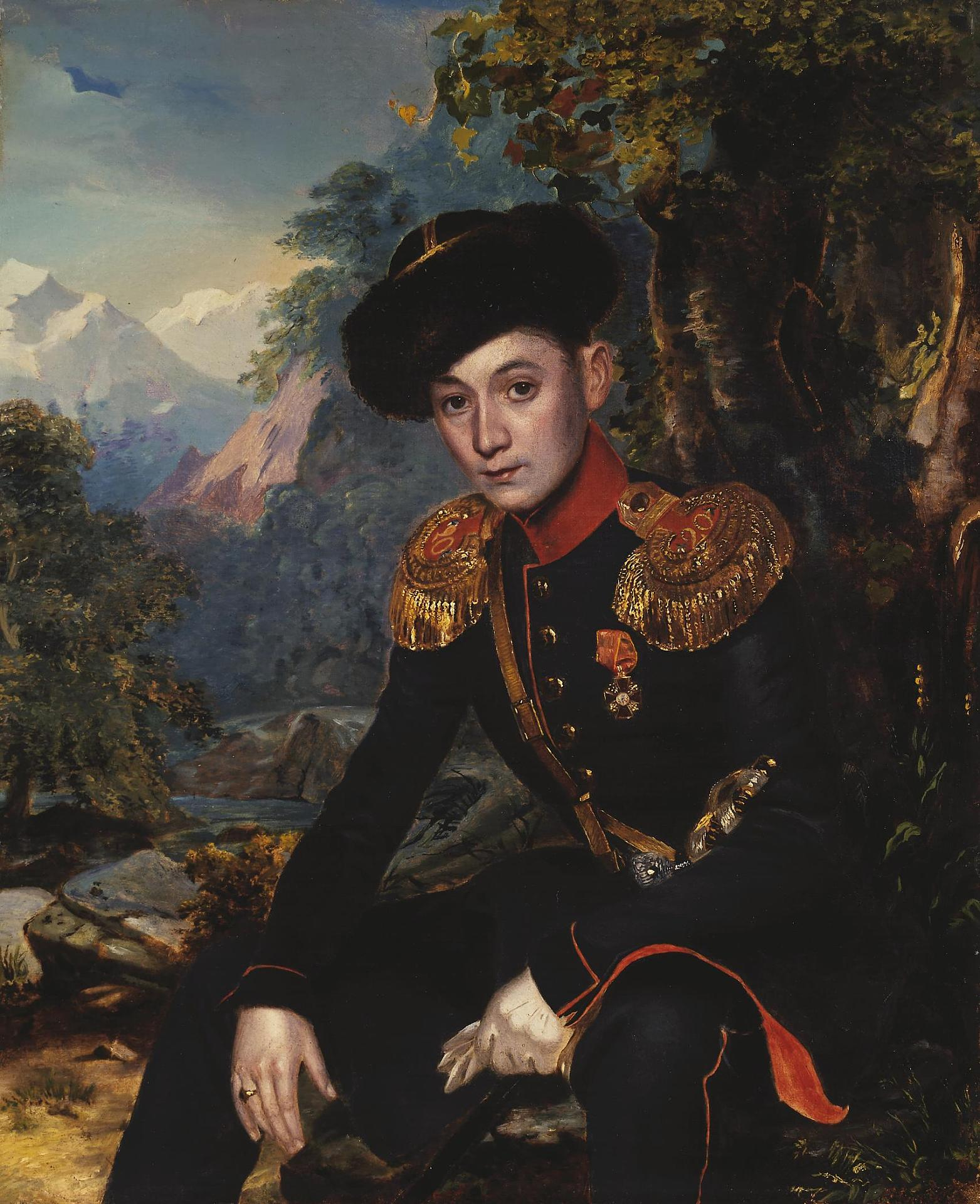
Major Nikolai Dubelt (etwa 1859)